# 70 Aquilae
70 Aquilae, som är stjärnans Flamsteed-beteckning, är en ensam stjärna belägen i den mellersta delen av stjärnbilden Örnen. Den har en skenbar magnitud på ca 4,90 och är svagt synlig för blotta ögat där ljusföroreningar ej förekommer. Baserat på parallax enligt Gaia Data Release 2 på ca 3,5 mas, beräknas den befinna sig på ett avstånd på ca 940 ljusår (ca 290 parsek) från solen. Den rör sig närmare solen med en heliocentrisk radialhastighet av ca -9 km/s.

## Egenskaper
70 Aquilae är en orange till gul jättestjärna av spektralklass K4+ III Ba1, som anger ett överskott av barium. Houk och Swift (1999) klassade den dock som vanlig jätte med spektralklass K3 III. Många källor använder fortfarande Bright Star Catalog-klassificeringen av K5 II från 1991, vilket istället anger en ljusstark jättestjärna. Den har en massa som är ca 6,2 solmassor, en radie som, baserat på en vinkeldiameter efter korrigering för randfördunkling på 3,27 ± 0,04 mas, är ca 102 solradier och utsänder ca 4 100 gånger mera energi än solen från dess fotosfär vid en effektiv temperatur av ca 3 900 K.